# Мутхувел Карунанидхи Сталин
Мутхувел Карунанидхи Сталин (там. முத்துவேல் கருணாநிதி ஸ்டாலின்; род. 1 марта 1953), более известный как М. К. Сталин — региональный индийский политик, часто упоминается по его инициалам «МКS». Мэр Ченнаи в 1996—2002 годах. Депутат законодательного собрания, член правительства штата Тамилнад.

## Биография и карьера
Родился в Мадрасе (ныне Ченнаи) 1 марта 1953 года, третий сын в семье политика и киносценариста Карунанидхи от его второй жены Дайялу Аммал. Был назван в честь Иосифа Сталина (родился за 4 дня до смерти советского лидера). Получил высшее образование в мадрасском Колледже Президентства по специальности «история».
Политическая карьера М. К. Сталина началась, как и у отца, в 14-летнем возрасте, когда он участвовал в предвыборной кампании своего дяди Мурасоли Марана к выборам 1967 года. В 1973 году был избран в состав генерального комитета партии. Приобрёл известность в 1976 году, когда был арестован по закону о поддержании внутренней безопасности (MISA) за участие в протестах против введённого правительством Индиры Ганди чрезвычайного положения в стране, и провёл год в тюрьме, подвергаясь избиениям.
С 1982 или, по другим данным, с 1984 года возглавляет молодёжное крыло партии ДМК.
С середины 1980-х годов участвует в выборах в Законодательную ассамблею штата Тамилнад. На выборах 1984 года в ассамблею 8-го созыва, набрав около 48 % голосов в избирательной округе Таусенд-Лайтс, уступил К. А. Кришнасвами. Впервые прошёл в законодательное собрание штата на выборах 1989 года, собрав в том же округе 50,6 % и обогнав следующего по популярности кандидата на 20 % голосов. На выборах 1991 года потерял своё место в ассамблее (на фоне общего падения популярности ДМК после убийства Раджива Ганди из-за убеждённости многих в их связи с «Тиграми освобождения Тамил-Илама»), однако стабильно проходил туда на последующих выборах с 1996 года по настоящее время.
В дополнение к депутатским обязанностям, в 1996 году Сталин выиграл первые прямые выборы на пост мэра Ченнаи. Работая на этом посту, он серьёзно улучшил ситуацию в городе с вывозом мусора и перегруженной транспортной системой, построив более десятка эстакад. Успешно показав, что является не просто сыном партийного лидера, а умелым организатором, он заслужил в столице Тамилнада уважительный эпитет Managara Thanthai («Отец города»). Сталин был переизбран мэром в 2001 году, однако в 2002 году главный министр штата Джаялалита продвинула в Законодательной ассамблее Тамилнада поправку к закону, не позволяющую человеку совмещать две выборные должности в правительстве. Этот закон был применён ретроспективно и расценивался многими как акция, специально направленная на устранение мэра Ченнаи из конкурирующей партии. Высший суд Мадраса наложил вето на этот закон, постановив, что законодательные органы не имели право ретроспективно ограничивать такие права граждан. При этом, однако, М. К. Сталин был вынужден уйти со своего поста из-за муниципального закона от 1919 года, не позволяющего одному человеку быть градоначальником Мадраса два срока подряд. Несмотря на фактически изменившийся статус мэра (до 1996 года мэры города не избирались прямым голосованием), Сталин предпочёл не подавать апелляцию в Верховный суд.
В 2006 году Сталин вновь возвращается в большую региональную политику, становясь министром штата по муниципальному управлению и развитию сельских районов (до 2011 года). Так как это произошло на фоне возвращения его отца на пост главного министра штата, обоим пришлось испытать обвинения в «семейной политике», однако его политические сторонники отвергают эти обвинения, утверждая, что он достиг высокого поста собственными заслугами, организаторским способностями и способностью прислушиваться к более опытным функционерам, а заодно вспоминая, что он столкнулся с множеством испытаний, начиная с ареста и тюремного заключения 1976 года. Кроме того, Сталин был избранным депутатом и в 1989—1991 и в 1996—2001 годах, когда его отец также был главным министром, но не был тогда введён в кабинет министров. Он стал мэром в 1996 году — однако в результате прямых выборов, а не назначением от правительства штата, как это происходило раньше. Вскоре после начала работы министром М. К. Сталин пережил покушение.
В 2008 году к имеющимся у него обязанностям законодателя и министра добавляется пост казначея партии ДМК, а 29 мая 2009 года — заместителя главного министра штата Тамилнад. Это происходит на фоне заболевания и проведённой Карунанидхи операции на позвоночнике, после чего тот оказался прикован к инвалидной коляске и оценил, что не всегда может сконцентрироваться на работе. Пост заместителя был вначале предложен генеральному секретарю ДМК и министру финансов штата К. Анбалагану, однако тот отказался.
3 января 2013 года, Карунанидхи назвал Сталина своим наследником в руководстве партией Дравида муннетра кажагам.